# تومين (حماة)
تومين قرية في محافظة حماة السورية. تقع على الطرف الشمالي لسد الرستن.